# Craig Setari
Craig Setari és un músic nord-americà i antic boxejador, conegut per ser el baixista de Sick of It All. Tanmateix, també ha tocat amb molts altres grups de hardcore punk com Youth of Today, Straight Ahead, Rest in Pieces, Agnostic Front i Cro-Mags. També va compondre Crab Sociaety North el 1985, l'àlbum debut de Stormtroopers of Death's, amb Dan Lilker.

## Biografia
Setari va començar a escoltar música punk rock a l'edat de dotze anys, a través del seu germà gran Scott, amic de Dan Lilker. Aquest fet el va portar a unir-se a la banda Straight Ahead el 1984, amb Gordon Ancis i Tommy Carroll, tot i que la banda canviaria el seu nom a NYC Mayhem poc després de la seva incorporació. NYC Mayhem va publicar el seu EP debut We Stand el 1985 just abans de separar-se a finals de 1985. Setari va unir-se llavors a Youth of Today com a baixista. NYC Mayhem es va refundar a finals de 1986 sota el nom de Straight Ahead, aquesta vegada amb Armand Majidi de Sick of It All a la bateria, i van publicar el seu segon treball, l'EP Breakaway. Setari es va unir a Sick of It All després d'un breu període a Agnostic Front, en el qual va tocar el baix en l'àlbum de 1992 One Voice. Setari s'ha mantingut amb Sick of It All, coescrivint himnes com «Built to Last», que va ser la primera cançó punk hardcore de Nova York a entrar al US Top 100.

## Discografia

### Amb Straight Ahead
EP
- We Stand (1985)
- Breakaway (1987)

Demos
- Mayhemic Destruction (1985)
- Violence (1985)

### Amb Youth of Today
- Break Down The Walls (1986)

### Amb Rest in Pieces
- Under my Skin (1990)

### Amb Agnostic Front
- One Voice (1992)

### Amb Sick of It All
- Scratch the Surface (1994)
- Built to Last (1997)
- Call to Arms (1999)
- Yours Truly (2000)
- Life on the Ropes (2003)
- Death to Tyrants (2006)
- Based on a True Story (2010)
- XXV Nonstop (2011)
- The Last Act of Defiance (2014)
- Wake the Sleeping Dragon! (2018)